# Hans Wahl

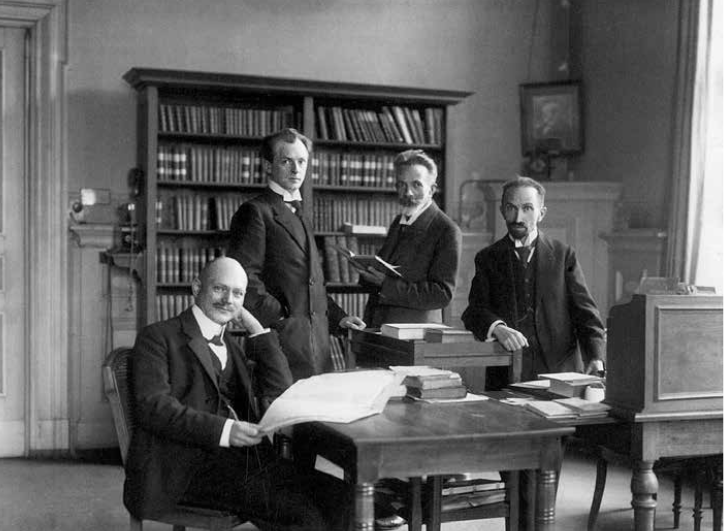
Litteraturvetarna Max Hecker, Hans Wahl, Hans Gerhard Gräf och Julius Wahle (omkring 1918).

Hans Wahl, född den 28 juli 1885 i Burkersdorf, död den 18 februari 1949, var en tysk litteraturhistoriker.
Wahl, som var direktör för Goethe-nationalmuseet i Weimar, skrev och utgav ett stort antal arbeten om Goethe och hans tid, bland annat storhertig Karl Augusts brevväxling med Goethe (3 band, 1915–1918), och andra kulturhistoriska verk. Han tilldelades Gyllene Goethemedaljen 1935.